# Anders Bardal
Anders Bardal (Steinkjer, 24 augustus 1982) is een Noors schansspringer. Hij nam driemaal deel aan de Olympische Winterspelen en behaalde hierbij twee bronzen medailles. Hij werd in 2013 wereldkampioen op de normale schans.

## Carrière
Bardal debuteerde in de wereldbeker schansspringen in februari 2001. In 2002 nam hij deel aan de Olympische Winterspelen 2002 in Salt Lake City. Hij eindigde 27e op de normale schans en 25e op de grote schans. In 2002 werd hij Noors kampioen op de kleine en op de grote schans. Later lukte het hem nog drie keer om brons tijdens die kampioenschappen te winnen.
In het seizoen 2006/2007 haalde hij voor het eerst een podiumplaats toen hij in Oslo op de Holmenkollen derde werd. Datzelfde seizoen won hij voor het eerst een wereldbekerwedstrijd voor landenteams. Een seizoen later, op 27 januari 2008, won hij zijn eerste individuele wereldbekerwedstrijd in het Poolse Zakopane. Op het WK schansspringen 2007 behaalde hij met het Noorse team samen met Tom Hilde, Anders Jacobsen en Roar Ljøkelsøy zilver. Samen met Bjørn Einar Romøren, Tom Hilde en Anders Jacobsen behaalde hij de bronzen medaille op de Wereldkampioenschappen skivliegen 2008. 
Op de Wereldkampioenschappen schansspringen 2009 behaalde Bardal opnieuw een zilveren medaille in de teamwedstrijd, ditmaal samen met Tom Hilde, Johan Remen Evensen en Anders Jacobsen. In 2010 nam Bardal opnieuw deel aan de Olympische Winterspelen. In het Canadese Vancouver eindigde hij 18e op de normale schans en 22e op de grote schans. Samen met Tom Hilde, Johan Remen Evensen en Anders Jacobsen behaalde Bardal de bronzen Olympische medaille in de teamwedstrijd. Op de Wereldkampioenschappen skivliegen 2010 was het Noorse viertal, bestaande uit Anders Jacobsen, Anders Bardal, Johan Remen Evensen en Bjørn Einar Romøren goed voor de zilveren medaille.
Op de Wereldkampioenschappen schansspringen 2011 behaalde Bardal twee zilveren medailles, zowel in de landenwedstrijd op de normale schans als de landenwedstrijd op de grote schans. In het seizoen 2011/2012 was Bardal de beste in de eindstand van de algemene wereldbeker. Op de wereldkampioenschappen schansspringen 2013 in Val di Fiemme werd Bardal wereldkampioen op de grote schans. Eerder dat jaar was hij tweede geëindigd in de Wereldbeker schansspringen 2012/2013. 
Op 14 september 2013 behaalde Bardal in Nizjni Tagil zijn eerste overwinning in een wedstrijd van de Grand Prix schansspringen. Hij eindigde derde in de eindstand van de Grand Prix schansspringen 2013. Op de Olympische Winterspelen 2014 in Sotsji behaalde Bardal de bronzen medaille op de normale schans, achter Kamil Stoch en Peter Prevc. Op de wereldkampioenschappen skivliegen 2014 in Harrachov behaalde hij de zilveren medaille. 

## Belangrijkste resultaten

### Olympische Winterspelen
| Jaar | Plaats         | Resultaten                                                           |
| ---- | -------------- | -------------------------------------------------------------------- |
| 2002 | Salt Lake City | 27e normale schans 25e grote schans 9e landenwedstrijd grote schans  |
| 2010 | Vancouver      | 18e normale schans · 22e grote schans · landenwedstrijd grote schans |
| 2014 | Sotsji         | normale schans · 16e grote schans · 6e landenwedstrijd grote schans  |

### Wereldkampioenschappen schansspringen
| Jaar | Plaats        | Resultaten                                                                                              |
| ---- | ------------- | --- |
| 2007 | Sapporo       | 16e normale schans · landenwedstrijd grote schans                                                       |
| 2009 | Liberec       | 12e normale schans · 5e grote schans · landenwedstrijd grote schans                                     |
| 2011 | Oslo          | 9e normale schans · 7e grote schans · landenwedstrijd normale schans · landenwedstrijd grote schans     |
| 2013 | Val di Fiemme | normale schans · 11e grote schans · 4e landenwedstrijd normale schans · 4e landenwedstrijd grote schans |

### Wereldkampioenschappen skivliegen
| Jaar | Plaats     | Resultaten                                |
| ---- | ---------- | ----------------------------------------- |
| 2008 | Oberstdorf | 18e individuele wedstrijd · Teamwedstrijd |
| 2010 | Planica    | Teamwedstrijd                             |
| 2012 | Vikersund  | 7e individuele wedstrijd 4e Teamwedstrijd |
| 2014 | Harrachov  | individuele wedstrijd                     |

### Wereldbeker
Eindklasseringen
| Seizoen   | Algm   | SV  | 4S  | NT  |
| --------- | ------ | --- | --- | --- |
| 2000/2001 | 53e    | -   | -   | -   |
| 2001/2002 | 36e    |     | 35e | 20e |
| 2002/2003 | 42e    |     | 34e | -   |
| 2003/2004 | 32e    |     | 33e | 16e |
| 2004/2005 | 54e    |     | –   | 41e |
| 2005/2006 | 27e    |     | 38e | 36e |
| 2006/2007 | 16e    |     | 23e | 15e |
| 2007/2008 | 5e     |     | 7e  | 5e  |
| 2008/2009 | 10e    | 10e | 29e | 16e |
| 2009/2010 | 36e    | 33e | -   | 16e |
| 2010/2011 | 14e    | 17e | 16e |     |
| 2011/2012 | Goud   | 5e  | 4e  |     |
| 2012/2013 | Zilver | 19e | 5e  |     |
| 2013/2014 | 4e     | -   | 6e  |     |
| 2014/2015 | 18e    | -   | 20e |     |

Wereldbekerzeges
| Datum            | Plaats          | Schans                |
| ---------------- | --------------- | --------------------- |
| 30 november 2007 | Kuusamo         | HS142 (teamwedstrijd) |
| 27 januari 2008  | Zakopane        | HS134                 |
| 16 februari 2008 | Willingen       | HS145 (teamwedstrijd) |
| 15 maart 2008    | Planica         | HS215 (teamwedstrijd) |
| 21 maart 2009    | Planica         | HS215 (teamwedstrijd) |
| 6 maart 2010     | Lahti           | HS130 (teamwedstrijd) |
| 10 december 2011 | Harrachov       | HS142 (teamwedstrijd) |
| 17 december 2011 | Engelberg       | HS137                 |
| 15 januari 2012  | Bad Mitterndorf | HS200                 |
| 11 februari 2012 | Willingen       | HS145 (teamwedstrijd) |
| 12 februari 2012 | Willingen       | HS145                 |
| 9 januari 2013   | Wisła           | HS134                 |
| 17 februari 2013 | Oberstdorf      | HS213 (teamwedstrijd) |
| 19 januari 2014  | Zakopane        | HS134                 |
| 7 maart 2014     | Trondheim       | HS140                 |

### Grand-Prix
Eindklasseringen
| Jaar | Plaats |
| ---- | ------ |
| 2002 | 52e    |
| 2003 | 46e    |
| 2005 | 38e    |
| 2006 | 8e     |
| 2007 | 51e    |
| 2008 | 27e    |
| 2009 | -      |
| 2010 | 47e    |
| 2011 | 59e    |
| 2012 | 14e    |
| 2013 | Brons  |
| 2014 | 32e    |

Grand-Prixzeges
| Datum             | Plaats       | Schans |
| ----------------- | ------------ | ------ |
| 14 september 2013 | Nizjni Tagil | HS100  |
| 21 september 2013 | Almaty       | HS140  |